# Chronicles of the Scourge
Chronicles of the Scourge — вышедший ограниченным тиражом официальный концертный альбом нидерландской группы Pestilence, изданный в 2006 году лейблом Metal War Productions в сотрудничестве с бывшим басистом и вокалистом коллектива Мартином Ван Друненом. Обложка диска представляла собой оригинальный вариант обложки для альбома Consuming Impulse (1989).

## Песни
Треки 1-10 были записаны на фестивале «Kix Festival» в голландском городе Вегель 24 июня 1989 года,
треки 11-18 — на концерте группы в немецком Бохуме 18 ноября 1988 года.

Заключительная вещь «Consuming Impulse» — ранее не издававшийся бонус-трек.

## Список композиций
1. City Of The Living Dead / Antropomorphia — 04:41
2. Parricide — 04:09
3. Echoes Of Death — 04:24
4. Subordinate To The Domination — 04:46
5. Commandments — 05:33
6. Out Of The Body — 04:07
7. Chemo Therapy — 05:17
8. Cycle Of Existence — 03:44
9. Suspended Animation — 03:21
10. The Trauma — 03:22
11. Antropomorphia — 04:04
12. Parricide — 03:48
13. Subordinate To The Domination — 04:12
14. Cycle Of Existence — 03:20
15. Extreme Unction — 01:42
16. Chemo Therapy — 04:52
17. Bacterial Surgery — 05:06
18. Systematic Instruction — 03:59
19. Consuming Impulse — 03:44

## Бонусный диск The Consuming Rehearsals (1989)
(прилагался при почтовом заказе альбома и в основном включал в себя демозаписи песен к альбому Consuming Impulse).
1. City Of The Living Dead (Intro) — 01:10
2. The Trauma — 02:35
3. Echoes Of Death — 02:58
4. The Process Of Suffocation — 04:07
5. Dehydrated — 04:18
6. Out Of The Body — 03:28
7. Suspended Animation — 02:44
8. Chronic Infection — 03:50
9. Deify Thy Master — 04:48
10. Reduced To Ashes — 04:51
11. Testimony Of The Ancients — 04:17

## Участники записи
- Патрик Мамели — гитара
- Патрик Утервик — гитара (только треки 1-10 и материал бонусного диска)
- Рэнди Мейнхард — гитара (только треки 11-18)
- Мартин Ван Друнен — вокал, бас
- Марко Фоддис — барабаны